# Bazet
Bazet – miejscowość i gmina we Francji, w regionie Oksytania, w departamencie Pireneje Wysokie.
Według danych na rok 1990 gminę zamieszkiwały 1453 osoby, a gęstość zaludnienia wynosiła 512 osób/km² (wśród 3020 gmin regionu Midi-Pireneje Bazet plasuje się na 244. miejscu pod względem liczby ludności, natomiast pod względem powierzchni na miejscu 1655.).